# Orthogeomys lanius
Orthogeomys lanius là một loài động vật có vú trong họ Chuột nang, bộ Gặm nhấm. Loài này được Elliot mô tả năm 1905.